# Ideoblothrus fenestratus
Ideoblothrus fenestratus es una especie de arácnido del orden Pseudoscorpionida de la familia Syarinidae.

## Distribución geográfica
Se encuentra en Perú.